# Jean-Louis Schlesser
Jean-Louis Paul Schlesser (Nancy, 12 settembre 1948) è un pilota automobilistico francese, con esperienza sia nelle corse in circuito, sia nei rally raid, categoria nella quale si è da tempo specializzato, costituendo una propria squadra, la Schlesser Aventures, diventando così anche team manager e costruttore delle vetture con cui gareggia.
Vincitore in carriera, tra l'altro, di cinque Coppa del mondo rally raid (dal 1998 al 2002), due Rally Dakar (1999 e 2000) e due Campionati mondiali prototipi (1989 e 1990)

## Biografia
Nipote dello sfortunato pilota Jo Schlesser, Jean-Louis ha esperienze sia di competizioni in circuito, sia nelle gare di rally. È conosciuto per i suoi successi in vari tipi di campionati. Cresciuto in Marocco prima di ritornare in Francia per gli studi e completare il servizio militare. Cominciò la carriera agonistica in diversi eventi motoristici, compresa la Formula 3 francese con Alain Prost nel 1978. Nel 1981 partecipò al campionato europeo di Formula 3 e partecipò anche alla 24 Ore di Le Mans (sempre nel 1981) classificandosi secondo. Nel 1982 passò alla Formula 2. Nel 1983 iniziò l'avventura in Formula 1 nel Gran Premio di Francia, correndo per la RAM, mancando però la qualificazione.

### Carriera in Formula 1 e nel Mondiale Sport Prototipi
Nella metà degli anni 80 alternò il suo ruolo di collaudatore per la Williams alla partecipazione a corse con vetture da turismo, vincendo il campionato francese turismo nel 1985 con una TWR motorizzata Rover, e sempre con una TWR-Jaguar, partecipò al Campionato mondiale sportprototipi. Nel 1986 partecipò al campionato turismo inglese sulla Jaguar gestita dalla Tom Walkinshaw Racing, che lo impiegò anche sul prototipo Jaguar XJR-6 schierato nel Mondiale Endurance. Lasciata la squadra inglese, restò nelle gare di durata e si accordò con il team Sauber per alcune corse del 1987 per poi pilotare la Sauber C9-Mercedes per tutta la stagione 1988.
Nel Gran Premio d'Italia 1988 arrivò il debutto assoluto in una corsa di Formula 1 sostituendo Nigel Mansell, correndo con una Williams-Judd. La gara fu memorabile per l'incidente di Ayrton Senna con Schlesser alla prima chicane mentre mancavano 2 giri al termine della gara, regalando una doppietta Ferrari a Monza nemmeno un mese dopo la morte di Enzo Ferrari.
Nel 1988 passò al team Sauber-Mercedes a tempo pieno, vincendo la supercoppa tedesca e finendo il Campionato Mondiale Sportprototipi al secondo posto, prima di vincerlo nel 1989 e 1990 insieme al compagno di scuderia Mauro Baldi. Vinse pure la Classic Masters Race of Champions 1994.

### Carriera nei rally raid
Dopo una prima partecipazione nel 1984, Schlesser partecipò al Rally Dakar nel 1989. Dopo alcune partecipazioni a vuoto, vinse le edizioni 1999 e 2000.
Durante il periodo in cui partecipò a questa manifestazione non si distinse di certo per meriti di correttezza. Speronò con il suo buggy un altro pilota in pieno deserto mentre i due stavano lottando per la vetta della classifica, ebbe un comportamento scorretto nei confronti di Hiroshi Masuoka all'ultima tappa dell'edizione 2001, quando ormai si era giunti in Senegal, partendo a sorpresa prima di lui con il compagno di scuderia, lo spagnolo Josep Maria Servia, costringendo ad furioso inseguimento fuori pista da parte di Masuoka, che ne comportò il ritiro dello stesso pilota giapponese che un anno dopo avrebbe vinto comunque la manifestazione.
Vinse il campionato mondiale Rally Cross Country dal 1998 al 2002.

## Palmarès

### Rally raid
Schlesser, dopo essersi dedicato ai rally raid, è tra i piloti con il palmarès, più ricco, vanta infatti numerose vittorie, dal 1999 alla guida del Buggy Schlesser di sua costruzione, via via con motorizzazioni diverse.
- 5 vittorie Coppa del mondo rally raid (dal 1998 al 2002)
- 2 vittorie Rally Dakar (1999 e 2000)
- 5 vittorie Africa Race (dal 2009 al 2013)
- 6 vittorie Rally di Tunisia (dal 1998 al 2000, 2003, 2007 e 2010)
- 2 vittorie Rally dei Faraoni (2010 e 2011)
- 7 vittorie Abu Dhabi Desert Challenge (1994, 1995, 1998, 1999, 2000, 2001, 2012)
- 4 vittorie Rally del Marocco (dal 2000 al 2002, 2009 e 2010)
- 2 vittorie Italian Baja (1998 e 2002)
- 2 vittorie Baja Portugal 1000 (1992 e 2000)

### Gare di durata
- 2 vittorie Campionato del Mondo Sport Prototipi (1989 e 1990)

## Risultati completi in Formula 1
| 1983 | Scuderia | Vettura |  |  |    |  |  |  |  |  |  |  |  |  |  |  |  |  |  | Punti | Pos. |
| ---- | -------- | ------- |  |  | -- |  |  |  |  |  |  |  |  |  |  |  |  |  |  | ----- | ---- |
| 1983 | RAM      | 01      |  |  | NQ |  |  |  |  |  |  |  |  |  |  |  |  |  |  | 0     |      |

| 1988 | Scuderia | Vettura |  |  |  |  |  |  |  |  |  |  |  |    |  |  |  |  |  | Punti | Pos. |
| ---- | -------- | ------- |  |  |  |  |  |  |  |  |  |  |  | -- |  |  |  |  |  | ----- | ---- |
| 1988 | Williams | FW12    |  |  |  |  |  |  |  |  |  |  |  | 11 |  |  |  |  |  | 0     |      |

| Legenda | 1º posto     | 2º posto | 3º posto    | A punti         | Senza punti/Non class.  | Grassetto – Pole position Corsivo – Giro più veloce |
| Legenda | Squalificato | Ritirato | Non partito | Non qualificato | Solo prove/Terzo pilota | Grassetto – Pole position Corsivo – Giro più veloce |

## Cinema
Schlesser, ha interpretato se stesso in Taxxi 2 di Luc Besson. Impegnato alla guida della sua Peugeot 306 durante un Rally, viene raggiunto e superato da Daniel ed il suo taxi bianco (Peugeot 406)